# Luke Ayling
Luke David Ayling (* 25. srpna 1991 Londýn) je anglický profesionální fotbalista, který hraje na pozici pravého či středního obránce za anglický klub Leeds United FC.

## Klubová kariéra

### Arsenal
Ayling je odchovancem lodnýnského Arsenalu, do jehož akademie nastoupil ve věku osmi let. Svou první profesionální smlouvu podepsal v červenci 2009.

### Yeovil Town
V březnu 2010 odešel na hostování do konce sezóny do třetiligového Yeovil Townu, ve kterém odehrál čtyři ligové zápasy. Po konci sezóny mu vypršela smlouva v Arsenalu a Ayling přešel do Yeovil Townu na trvalo.
V květnu 2013 pomohl Ayling svým výkonem ve finále postupového play-off k výhře 2:1 nad Brentfordem a k postupu do EFL Championship. Na konci sezóny 2013/14 opustil klub poté, co mu vypršel kontrakt.

### Bristol City
V červenci 2014 podepsal tříletou smlouvu s třetiligovým Bristolem City. V sezóně 2014/15 vyhrál Ayling s klubem EFL Trophy, když ve finále ve Wembley porazili Walsall 2:0. Ve stejné sezóně získal Bristol City titul ve třetí nejvyšší soutěži a postoupil do EFL Championship.

### Leeds United
Ayling přestoupil v srpnu 2016 do jiného klubu hrající Championship, do Leedsu United za částku okolo 200 tisíc liber.
V létě 2018 přišel do klubu manažer Marcelo Bielsa s vyhlídkou postupu do Premier League. Ayling 18. srpna v zápase proti Rotherhamu United vstřelil svoji první branku v dresu Leedsu a o v únoru 2019 odehrál svůj stý zápas za Whites, a to proti Swansea City. V zápasech, ve kterých chyběl Liam Cooper, jej Ayling zastupoval jako kapitán.
V říjnu 2019 podepsal nový čtyřletý kontrakt. V prosinci 2020 získal za své výkony ocenění pro nejlepšího hráče EFL Championship měsíce. Stejnou cenu získal i v únoru následujícího roku. Leedsu se podařilo vyhrát druhou nejvyšší soutěž s desetibodovým náskokem na druhý West Bromwich Albion. Aylingův gól, který vstřelil v zápase proti Huddersfield Town byl zvolen nejkrásnějším gólem Leedsu v sezóně. V srpnu byl také vybrán do nejlepší jedenáctky soutěže za své výkony v sezóně 2019/20. Ayling byl také zvolen nejlepším hráčem soutěže podle fanoušků, když v anketě porazil Ollieho Watkinse a Aleksandara Mitroviće.
Ayling debutoval v Premier League v prvním zápase sezóny 2020/21 proti Liverpoolu, který skončil porážkou Leedsu 3:4.
Svůj první gól v Premier League vstřelil při prohře 5:1 proti Manchesteru United na Old Trafford.

## Statistiky
K 20. únoru 2022
| Klub                | Sezóna  | Liga           | Liga   | Liga | FA Cup | FA Cup | EFL Cup | EFL Cup | Ostatní | Ostatní | Celkem | Celkem |
| Klub                | Sezóna  | Liga           | Zápasy | Góly | Zápasy | Góly   | Zápasy  | Góly    | Zápasy  | Góly    | Zápasy | Góly   |
| ------------------- | ------- | -------------- | ------ | ---- | ------ | ------ | ------- | ------- | ------- | ------- | ------ | ------ |
| Arsenal             | 2009/10 | Premier League | 0      | 0    | 0      | 0      | 0       | 0       | 0       | 0       | 0      | 0      |
| Yeovil Town (host.) | 2009/10 | League One     | 4      | 0    | —      | —      | —       | —       | —       | —       | 4      | 0      |
| Yeovil Town         | 2010/11 | League One     | 37     | 0    | 1      | 0      | 1       | 0       | 1       | 0       | 40     | 0      |
| Yeovil Town         | 2011/12 | League One     | 44     | 0    | 3      | 0      | 1       | 0       | 0       | 0       | 48     | 0      |
| Yeovil Town         | 2012/13 | League One     | 39     | 0    | 0      | 0      | 2       | 0       | 6       | 0       | 47     | 0      |
| Yeovil Town         | 2013/14 | Championship   | 42     | 2    | 2      | 0      | 2       | 1       | —       | —       | 46     | 3      |
| Yeovil Town         | Celkem  | Celkem         | 166    | 2    | 6      | 0      | 6       | 1       | 7       | 0       | 185    | 3      |
| Bristol City        | 2014/15 | League One     | 46     | 4    | 5      | 0      | 1       | 0       | 6       | 0       | 58     | 4      |
| Bristol City        | 2015/16 | Championship   | 33     | 0    | 2      | 0      | 1       | 0       | —       | —       | 36     | 0      |
| Bristol City        | 2016/17 | Championship   | 1      | 0    | —      | —      | 0       | 0       | —       | —       | 1      | 0      |
| Bristol City        | Celkem  | Celkem         | 80     | 4    | 7      | 0      | 2       | 0       | 6       | 0       | 95     | 4      |
| Leeds United        | 2016/17 | Championship   | 42     | 0    | 0      | 0      | 1       | 0       | —       | —       | 43     | 0      |
| Leeds United        | 2017/18 | Championship   | 27     | 0    | 0      | 0      | 4       | 0       | —       | —       | 31     | 0      |
| Leeds United        | 2018/19 | Championship   | 40     | 2    | 1      | 0      | 1       | 0       | —       | —       | 42     | 2      |
| Leeds United        | 2019/20 | Championship   | 37     | 4    | 1      | 0      | 0       | 0       | —       | —       | 38     | 4      |
| Leeds United        | 2020/21 | Premier League | 38     | 0    | 0      | 0      | 0       | 0       | —       | —       | 38     | 0      |
| Leeds United        | 2021/22 | Premier League | 15     | 1    | 1      | 0      | 1       | 0       | —       | —       | 16     | 1      |
| Leeds United        | Celkem  | Celkem         | 199    | 7    | 3      | 0      | 7       | 0       | —       | —       | 209    | 7      |
| Celkem              | Celkem  | Celkem         | 445    | 13   | 16     | 0      | 15      | 1       | 13      | 0       | 489    | 14     |

## Ocenění

### Klubová

#### Bristol City
- EFL League One: 2014/15[27]
- EFL Trophy: 2014/15[11]

#### Leeds United
- EFL Championship: 2019/20[28]

### Individuální
- Jedenáctka sezóny EFL Championship: 2019/20 [23][29]
- Gól sezóny Leedsu United: 2019/20[21]
- Hráč měsíce EFL Championship: prosinec 2019,[30] únor 2020.[19]